# Franz Hellwagner
Franz Hellwagner (* 29. Juli 1916 in Zell an der Pram; † 19. April 2012 in Braunau) war ein österreichischer Politiker (SPÖ). Er war von 1966 bis 1982 Abgeordneter zum Österreichischen Nationalrat.

## Leben
Hellwagner besuchte nach der Volks- und Hauptschule eine Berufsschule und eine private Handelsschule, wobei er den Beruf des Bäckers erlernte. Er war Mitglied der in Österreich verbotenen Österreichischen Legion und seit August 1933 der SA. Er beantragte am 26. Juni 1938 die Aufnahme in die NSDAP und wurde rückwirkend zum 1. Mai desselben Jahres aufgenommen (Mitgliedsnummer 6.199.026). Als Soldat kämpfte er in der Folge während des Zweiten Weltkriegs in Frankreich und der Sowjetunion. Hellwagner wurde nach Kriegsende als „belastet“ eingestuft und arbeitete ab 1947 als Vorarbeiter, Schichtführer und Meister-Stellvertreter bei den Vereinigten Metallwerke Ranshofen. 1979 wurde er pensioniert.
Hellwagner wurde 1955 Obmann des Arbeiter-Betriebsrates der Vereinigten Metallwerke Ranshofen-Berndorf AG und stieg bereits ein Jahr später zum Zentralbetriebsratsobmann auf. Zudem war er 1955 Bezirksobmann des ÖGB-Braunau und Mitglied des Zentralvorstandes der Gewerkschaft Metall-Bergbau-Energie geworden. Daneben wirkte er von 1959 bis 1979 als Kammerrat der Kammer für Arbeiter und Angestellte für Oberösterreich. Trotz seiner Vergangenheit in der NSDAP stieg Hellwagner auch rasch innerhalb der SPÖ auf. Er wurde 1964 Bezirksobmannstellvertreter, übernahm 1967 die Funktion des geschäftsführenden Bezirksobmanns und wurde schließlich 1974 zum Bezirksobmann der SPÖ-Braunau gewählt. Zudem war er ab 1959 Gemeinderat in Braunau am Inn und vertrat die SPÖ vom 30. März 1966 bis zum 12. Mai 1982 im Nationalrat.

## Auszeichnungen
- 1974: Großes Silbernes Ehrenzeichen für Verdienste um die Republik Österreich[4]
- 1981: Großes Goldenes Ehrenzeichen für Verdienste um die Republik Österreich[4]
- Goldener Florian der Feuerwehr